# Decker-Gletscher
Der Decker-Gletscher ist ein steiler und schmaler Gletscher im ostantarktischen Viktorialand. Er fließt von den Nordosthängen des Mount Newall in der Asgard Range ins Wright Valley.
Das Advisory Committee on Antarctic Names benannte ihn 1976 nach Petty Officer William Dean Decker, Gehilfe des leitenden Maschinisten der Flugstaffel VXE-6 der United States Navy, der am 11. Oktober 1971 auf der McMurdo-Station im Schlaf an einem Herzinfarkt gestorben war.